# Bàsquet Club Andorra 2024-2025
Questa voce raccoglie le informazioni riguardanti il Bàsquet Club Andorra nelle competizioni ufficiali della stagione 2024-2025.

## Stagione
La stagione 2024-2025 del Bàsquet Club Andorra è la 14ª nel massimo campionato spagnolo di pallacanestro, la Liga ACB.

## Roster
Aggiornato al 24 dicembre 2024.
| MoraBanc Andorra 2024-25 | MoraBanc Andorra 2024-25 |
| Giocatori                | Staff tecnico            |
| ------------------------ | ------------------------ |

| N. | Naz.                                           | Ruolo | Nome                | Anno | Alt.   | Peso   |  |
| -- | ---------------------------------------------- | ----- | ------------------- | ---- | ------ | ------ |  |
| 0  | Stati Uniti (bandiera) · Guinea (bandiera)     | P     | Shannon Evans       | 1994 | 185 cm | 78 kg  |  |
| 3  | Francia (bandiera)                             | P     | Enzo Goudou-Sinha   | 1998 | 182 cm | 77 kg  |  |
| 5  | Brasile (bandiera) · Spagna (bandiera)         | P     | Rafa Luz            | 1992 | 188 cm | 94 kg  |  |
| 7  | Sierra Leone (bandiera)                        | C     | Babatunde Olumuyiwa | 1992 | 203 cm | 100 kg |  |
| 8  | Andorra (bandiera) · Spagna (bandiera)         | G     | Aaron Ganal         | 2004 | 185 cm |        |  |
| 9  | Spagna (bandiera)                              | AG    | Nacho Llovet (C)    | 1991 | 202 cm | 102 kg |  |
| 10 | Stati Uniti (bandiera)                         | PG    | Jerrick Harding     | 1998 | 185 cm | 82 kg  |  |
| 11 | Stati Uniti (bandiera) · Nigeria (bandiera)    | AP    | Stan Okoye          | 1991 | 198 cm | 98 kg  |  |
| 13 | Spagna (bandiera)                              | G     | José Ortega         | 1997 | 190 cm | 85 kg  |  |
| 15 | Spagna (bandiera)                              | P     | Ferran Bassas       | 1992 | 181 cm | 85 kg  |  |
| 23 | Brasile (bandiera) · Spagna (bandiera)         | C     | Felipe dos Anjos    | 1998 | 218 cm | 114 kg |  |
| 24 | Stati Uniti (bandiera) · Slovacchia (bandiera) | G     | Kyle Kuric          | 1989 | 193 cm | 88 kg  |  |
| 31 | Serbia (bandiera)                              | P     | Nikola Radičević    | 1994 | 197 cm | 91 kg  |  |
| 25 | Grecia (bandiera)                              | AG    | Nikos Chougkaz      | 2000 | 208 cm | 100 kg |  |
| 44 | Stati Uniti (bandiera)                         | C     | Ben Lammers         | 1995 | 208 cm | 103 kg |  |
| 45 | Guinea (bandiera) · Francia (bandiera)         | AG    | Sekou Doumbouya     | 2000 | 206 cm | 104 kg |  |

| Allenatore |
| - Natxo Lezkano (fino al 22 gennaio) - Joan Plaza (dal 23 gennaio)                                                 |
| Assistente/i |
| - Alejandro González - Thomas Schreiner - Paco Vázquez Legenda - (C) Capitano - (IN) Inattivo - Infortunato Roster |

## Mercato

### Sessione estiva
| Acquisti | Acquisti        | Acquisti             | Acquisti      | Acquisti |
| R.a      | Nome            | da                   | Modalità      |          |
| -------- | --------------- | -------------------- | ------------- | -------- |
| P        | Ferrán Bassas   | Gran Canaria         | svincolato    |          |
| P        | Shannon Evans   | Joventut Badalona    | svincolato    |          |
| G        | Aaron Ganal     | Benicarló            | fine prestito |          |
| G        | Kyle Kuric      | Zenit S. Pietroburgo | svincolato    |          |
| G        | José Ortega     | Palencia             | svincolato    |          |
| AG       | Nikos Chougkaz  | Panathīnaïkos        | svincolato    |          |
| AG       | Sekou Doumbouya | Roanne               | svincolato    |          |
| C        | Ben Lammers     | Gran Canaria         | svincolato    |          |

| Cessioni | Cessioni         | Cessioni                   | Cessioni       | Cessioni |
| R.       | Nome             | a                          | Modalità       |          |
| -------- | ---------------- | -------------------------- | -------------- | -------- |
| P        | Jean Montero     | Gran Canaria               | fine prestito  |          |
| PG       | Ádám Somogyi     | Breogán                    | fine contratto |          |
| G        | Tobias Borg      | Free agent                 | fine contratto |          |
| AP       | Mihajlo Andrić   | Estudiantes                | fine contratto |          |
| AP       | Juan Rubio       | Estudiantes                | fine contratto |          |
| AC       | Alexander Madsen | Força Lleida               | fine contratto |          |
| AC       | Tyson Pérez      | Málaga                     | fine prestito  |          |
| C        | Marin Marić      | Changsha Wantian Yongsheng | fine contratto |          |

### Dopo l'inizio della stagione
| Acquisti | Acquisti            | Acquisti      | Acquisti         | Acquisti   |
| R.       | Nome                | da            | Data             | Modalità   |
| -------- | ------------------- | ------------- | ---------------- | ---------- |
| P        | Nikola Radičević    | Free agent    | 5 novembre 2024  | svincolato |
| C        | Babatunde Olumuyiwa | Free agent    | 4 dicembre 2024  | svincolato |
| P        | Enzo Goudou-Sinha   | Saint-Quentin | 19 febbraio 2025 | svincolato |

| Cessioni | Cessioni            | Cessioni   | Cessioni       | Cessioni       |
| R.       | Nome                | a          | Data           | Modalità       |
| -------- | ------------------- | ---------- | -------------- | -------------- |
| P        | Nikola Radičević    | Free agent | 6 gennaio 2025 | fine contratto |
| C        | Babatunde Olumuyiwa | Free agent | 6 gennaio 2025 | fine contratto |